# Like @ Angel
「Like @ Angel 」（ライク ア エンジェル） は、日本のロックバンド、黒夢の8枚目のシングル。

## 概要
テレビ朝日ウイークエンドドラマ『しようよ♡』のエンディングテーマ。
オリコンチャート5位を記録。
ライブでは本楽曲の終盤の歌詞を若干変更し歌唱している。「元の歌詞は受け身的であり、能動的に自分の意志を表すものとしたい」と理由が語られている (『1997.10.31 LIVE AT 新宿LOFT』ライナーノーツより)。
黒夢の代表曲といっても過言ではない楽曲で現在も清春のライブで演奏されることがある。   
本曲の発売当時の黒夢のマネージャーが「100万（枚）いける」と太鼓判を押した。またそのマネージャー逝去直後時期の2003年6月11日にSADSの13ライブで本楽曲を演奏した際、清春が「聞こえる?歌ってるよ」とマネージャーへ餞の言葉を送った。

## 収録曲
| 全作詞: 清春、全編曲: 黒夢。 |                                        |      |      |      |
| #                            | タイトル                               | 作詞 | 作曲 | 時間 |
| 1.                           | 「Like @ Angel」                       | 清春 | 清春 | 4:42 |
| 2.                           | 「Suck me!」                           | 清春 | 人時 | 2:53 |
| 3.                           | 「Like @ Angel original instrumental」 | 清春 | 清春 | 4:42 |

## カバー
- 2011年、CASCADE (トリビュートアルバム『FUCK THE BORDER LINE』に収録)[1]